# Teresa Jiménez-Becerril
María Teresa Jiménez-Becerril Barrio (Sevilla, 24 de julio de 1961) es una política, periodista y empresaria española, actual adjunta primera al Defensor del Pueblo desde diciembre de 2021. Anteriormente, fue diputada por Sevilla al Congreso de los Diputados en la XIII y XIV Legislatura y entre 2009 y 2019 fue Diputada del Parlamento Europeo. Desde 2010 es Presidenta de Honor de la Fundación Alberto Jiménez-Becerril contra el Terrorismo y la Violencia.

## Biografía
Nació en la ciudad de Sevilla en el año 1961. Era hermana de Alberto Jiménez-Becerril Barrio, político del Partido Popular (PP), quien fue asesinado por ETA en el año 1998. Se licenció en periodismo en el año 1984 por la Universidad Complutense de Madrid. Tras licenciarse empezó a colaborar con periódicos españoles con ABC, esporádicamente en El Mundo y La Razón. Su madre era dueña de una de las tiendas de Sevilla, donde se vendía moda con firmas exclusivas por lo que decidió trasladarse  Italia, donde realizó un master de diseño de moda en el Instituto Marangoni de la ciudad de Milán. Tras finalizar sus estudios en Italia estableció su residencia en Londres donde trabajó primero en Harrods y después en Prada donde ocupó un puesto directivo y ayudó a abrir la primera tienda en la ciudad.
A los pocos años, volvió a Italia donde se casó con un empresario de Turín y donde vivió hasta 2011 cuando regresó a España.
Tras el asesinato de su hermano Alberto Jiménez-Becerril Barrio, el 30 de enero del año 1998 a manos de ETA, Teresa se implicó en la lucha contra el terrorismo, involucrándose en actividades de las organizaciones de la sociedad civil en defensa de la libertad y de los derechos de las víctimas del terrorismo a través la fundación  dedicada a su hermano, la Fundación Alberto Jiménez-Becerril  que presidió desde el año 2002. Desde 2010 es Presidenta de Honor de la Fundación Alberto Jiménez-Becerril contra el Terrorismo y la Violencia.

### Trayectoria política
Teresa Jiménez Becerril fue candidata por el Partido Popular a las Elecciones al Parlamento Europeo de junio de 2009 como número tres en las listas del Partido Popular Europeo (PPE) para la representación de España, logrando un escaño como eurodiputada. En 2014 revalidó su escaño europeo.
En el Parlamento Europeo trabajó en las Comisiones Europeas de Libertades Civiles, Justicia y Asuntos de Interior, de Derechos de la Mujer e Igualdad de Género, la Subcomisión de Derechos Humanos y a la Delegación en la Comisión Parlamentaria Mixta de relaciones entre la Unión Europea, Japón y México.
En mayo de 2019 asumió un escaño como diputada por Sevilla en el Congreso de Diputados.

### Adjunta al Defensor del Pueblo
En octubre de 2021 se anunció que asumiría el puesto de adjunta al Defensor del Pueblo con Ángel Gabilondo al frente de la institución. Para ello, renunció a su escaño como diputada en las Cortes Generales el 30 de noviembre de ese año, siendo nombrada como adjunta primera el 1 de diciembre.

## Vida personal
Se casó con un empresario italiano con el que tiene dos hijas y vivió casi 20 años en Turín hasta su separación en 2011. Allí recibió la noticia del asesinato de su hermano y su cuñada, ambos concejales del Ayuntamiento de Sevilla en 1998.